# Енвигадо
Енвигадо (на испански: Envigado) е град в Колумбия, департамент Антиокия. Известен е с добре запазените бит, култура, традиции и архитектура, характерни за населението на регион Паиса, обхващащ части от департаментите Антиокия, Вале дел Каука, Калдас, Киндио, Рисаралда и Толима.

## География
Градът е разположен в южната част на долината Абура, директно на юг до столицата на департамента Меделин (на 10 км от центъра на града) и на 545 км северозападно от столицата на Колумбия Богота. Освен с Меделин, Енвигадо граничи с общините Сабанета на юг, Ел Ретиро и Калдас на изток и Итагуи на запад.

## Икономика
В завода на SOFASA се произвеждат моделите на Дачия, ребрандирани като Рено, както и втората генерация на Рено Клио. В миналото там са произвеждани редица модели на Рено, като Туинго, Меган, Рено 4, Рено 6, Рено 9, Рено 12, Рено 19 и др.; Тойота – Ленд Крузер и Хайлукс; Дайхатсу Делта.
В Енвигадо се намира централата на най-голямата верига за супермаркети в Южна Америка – Алмасенес Ехито.

## Транспорт
В Енвигадо се намират станциите Ауира и Енвгадо на Линия А на меделинското метро, посредством което градът е свързан не само с центъра на Меделин, но и с градовете Бейо (на север от Меделин), Итагуи, Сабанета и Ла Естрея.

## Спорт
Най-популярният футболен отбор в града е ФК Енвигадо, двукратен шампион на втора дивизия, който има общо 27 сезона в първа дивизия, където се състезава с едногодишно прекъсване от 1992 г. насам.